# سازمان پیشگیری از بارداری آمریکا
سازمان پیشگیری از بارداری آمریکا (به انگلیسی: American Birth Control League) (به اختصار:ABCL، ای‌بی‌سی‌ال) در نخستین کنفرانس پیشگیری از بارداری در شهر نیویورک توسط مارگارت سنگر در سال ۱۹۲۱ تأسیس شد. این سازمان به ترویج و تشویق جهت تأسیس کلینیک‌های پیشگیری از بارداری می‌پرداخت و زنان را جهت کنترل بر روی باروریشان تشویق می‌کرد. در سال ۱۹۴۲ این سازمان به فدراسیون فرزندپروری تنظیم‌شده آمریکا تغییر نمود.